# Luchtwachttoren 7O3 - Bedum
De Luchtwachttoren Bedum is een luchtwachttoren (postnummer 67O3) op het erf aan de Oude Dijk 1 in Bedum in de Nederlandse provincie Groningen. De luchtwachttoren werd in 1954 gebouwd voor het Korps Luchtwachtdienst (KLD).
De toren was van het type E1848 en had daarom bij de bouw een hoogte van 20 meter. Daarmee was het de hoogste raatbouwtoren van Groningen. Vanwege deze hoogte moest de toren worden ondersteund door twee steunberen, die eveneens van raatbouwelementen waren. De toren vormde onderdeel van de luchtwachtkring tussen Bedum, Warfhuizen en Warffum-Noord (groep O). Van deze torens is alleen Warffum-Noord (volledig) afgebroken.
In 1964 raakte de toren buiten gebruik bij de opheffing van het KLD. De toren werd daarop voor een symbolisch bedrag verkocht aan de eigenaar van het erf. Een latere eigenaar van het erf kon moeilijk langs de steunberen rijden met auto's en machines en haalde deze daarom weg tussen 1970 en 1980. Om te voorkomen dat de toren om zou vallen, brak hij het bovenste deel af, zodat de luchtwachttoren nu nog een hoogte heeft van 10,5 meter. De gesloopte delen hergebruikte hij in een schuur. In het onderste deel plaatste hij ramen met het doel het als recreatieverblijf te gebruiken.